# Сурело, Сергей Григорьевич
Сергей Григорьевич Сурело (укр. Сергій Григорович Сурело; 30 января 1971, Киев, Украинская ССР, СССР) — советский и украинский футболист, полузащитник и защитник.

## Биография
Воспитанник школы киевского «Динамо». В 1989 году стал победителем юношеского турнир «Переправа» для игроков 15-18 лет. В том же году провёл первые официальные матчи в составе клуба «Нива» (Винница). Далее выступал за смоленскую «Искру». После распада СССР в 1992 году перешёл в российский «Динамо-Газовик», за который дебютировал 29 марта того же года в матче 1-го тура первого чемпионата России на выезде против камышинского «Текстильщика». Через полгода вернулся в Винницу. В 1993 году играл за киевский ЦСКА, в 1994 году начал сезон в тернопольской «Ниве», а продолжил выступая за китайский «Шэньян Дунбэй Люяо».